# Aphanostigme solani
Aphanostigme solani är en svampart som beskrevs av Syd. 1926. Aphanostigme solani ingår i släktet Aphanostigme och familjen Pseudoperisporiaceae.   Inga underarter finns listade i Catalogue of Life.